# Rhys Webb (musicien)
Pour les articles homonymes, voir Webb et Rhys Webb.
Rhys Webb (anciennement connu sous le nom « Spider Webb »), né le 18 février 1983, est un musicien britannique, connu principalement pour être membre du groupe The Horrors. Il a un frère, Huw, le bassiste du group S.C.U.M, et une sœur, Harry.

## Carrière musicale
Webb est connu pour être le bassiste, et anciennement l'organiste, de The Horrors, un groupe de rock alternatif formé à Southend-on-Sea. Webb commence à s'intéresser à la musique dès son jeune âge, en commençant son intérêt dans le dossier de la collecte quand il a réalisé que son goût pour la musique était très différent de ses pairs[pas clair].
Il commence à jouer dans des groupes à l'âge de quatorze ans, et rejoint The Horrors en 2005.
Webb est aussi le chanteur de The Diddlers, un groupe de reprises de morceaux de Bo Diddley. Il est aussi un DJ reconnu .